# Theloderma leporosum
Theloderma leporosum es una especie de ranas que habita en Indonesia y Malasia.